# Euproctis perpusillana
Euproctis perpusillana är en fjärilsart som beskrevs av Embrik Strand 1918. Euproctis perpusillana ingår i släktet Euproctis och familjen tofsspinnare. Inga underarter finns listade i Catalogue of Life.